# Slamet
Slamet (indonez. Gunung Slamet) – czynny wulkan w środkowej części Jawy w Indonezji; zaliczany do stratowulkanów. Drugi pod względem wysokości szczyt Jawy (po Semeru).
Wysokość 3428 m n.p.m. (według innych źródeł 3432 m), średnica krateru ok. 450 m, głębokość ok. 150 m. 
Erupcje notuje się od 1772 roku, trwają zwykle od kilku dni do kilku tygodni.